# Ceroplastes eugeniae
Ceroplastes eugeniae (лат.) — вид полужесткокрылых насекомых-кокцид рода Ceroplastes из семейства ложнощитовки (Coccidae).

## Распространение
Африка: Мозамбик, Зимбабве.

## Описание
Питаются соками растений таких семейств, как Annonaceae: Cananga odorata; Apocynaceae: Diplorhynchus mosambicensis; Clusiaceae: Garcinia huillensis; Loranthaceae: Desrousseauxia; Loranthus quequensis; Myrtaceae: Eugenia owariensis; Psidium guajava; Syzygium; Syzygium guiniense; Rosaceae: Cliffortia nitidula; Cydonia oblonga; Malus sylvestris; Thymelaeaceae: Synaptolepis alternifolia.
Вид был впервые описан в 1931 году энтомологом У. Дж. Холлом (Hall, W. J.).
Таксон Ceroplastes eugeniae включён в состав рода Ceroplastes Gray, 1828 (триба Ceroplastini) вместе с видами Ceroplastes brevicauda, Ceroplastes helichrysi, Ceroplastes uapacae, Ceroplastes spicatus, Ceroplastes longicauda, Ceroplastes royenae, Ceroplastes toddaliae, и другими.